# Transferencia (contabilidad)
La transferencia, en contabilidad presupuestaria, es todo desplazamiento patrimonial que tiene por objeto una entrega dineraria o en especie entre los distintos agentes de las administraciones Públicas, y de éstos a otras entidades públicas o privadas y a particulares, así como las realizadas por éstas a una Administración Pública, todas ellas sin contrapartida directa por parte de los entes beneficiarios, destinándose dichos fondos a financiar operaciones o actividades no singularizadas (en esto último se diferencian de las subvenciones).
Las transferencias corrientes son las que implican una distribución de renta para ser utilizadas en la financiación de operaciones corrientes no concretas ni específicas realizadas por el beneficiario.
Por otro lado, las transferencias de capital son las que implican una distribución de ahorro y patrimonio y que se conceden para el establecimiento de la estructura básica, en su conjunto, del ente beneficiario.
- Datos: Q6151651